# Карлстон (тауншип, Миннесота)
Карлстон (англ. Carlston) — тауншип в округе Фриборн, Миннесота, США. На 2000 год его население составило 332 человека.

## География
По данным Бюро переписи населения США площадь тауншипа составляет 93,2 км², из которых 85,7 км² занимает суша, а 7,5 км² — вода (8,03 %).

## Демография
По данным переписи населения 2000 года здесь находились 332 человека, 126 домохозяйств и 95 семей.  Плотность населения —  3,9 чел./км².  На территории тауншипа расположена 131 постройка со средней плотностью 1,5 построек на один квадратный километр. Расовый состав населения: 99,40 % белых и 0,60 % азиатов. Испанцы или латиноамериканцы любой расы составляли 0,30 % от популяции тауншипа.
Из 126 домохозяйств в 32,5 % воспитывались дети до 18 лет, в 69,8 % проживали супружеские пары, в 4,8 % проживали незамужние женщины и в 24,6 % домохозяйств проживали несемейные люди. 20,6 % домохозяйств состояли из одного человека, при том 9,5 % из — одиноких пожилых людей старше 65 лет. Средний размер домохозяйства — 2,63, а семьи — 3,07 человека.
26,5 % населения — младше 18 лет, 6,6 % — в возрасте от 18 до 24 лет, 27,7 % — от 25 до 44, 25,3 % — от 45 до 64, и 13,9 % — старше 65 лет. Средний возраст — 38 лет. На каждые 100 женщин приходилось 106,2 мужчин.  На каждые 100 женщин старше 18 приходилось 100,0 мужчин.
Средний годовой доход домохозяйства составлял 47 500 долларов, а средний годовой доход семьи —  49 643 доллара. Средний доход мужчин —  32 083  доллара, в то время как у женщин — 22 500. Доход на душу населения составил 21 218 долларов. За чертой бедности не находилась ни одна семья и 1,2 % всего населения тауншипа.